# Вулиця Христини Алчевської (Чернігів)
Вулиця Христини Алчевської — вулиця в Новозаводському районі міста Чернігів, селище Західне. Пролягає від вулиці Леоніда Пашина до вулиці Світанкова.
Не має сусідніх вулиць.

## Історія
1938 року був введений в експлуатацію комбінат «Астра», який займається зберіганням нафтопродуктів . Було збудовано 2-3-поверхові будинки для працівників підприємства.
1973 року смт Західне, де розташована вулиця, було включено до межі міста.

## Забудова
Вулиця розташована ізольовано від інших. Наразі проходить на південний схід від вулиці Леоніда Пашина, потім робить поворот на південь, огинаючи урочище Подусівка . На північ від початку вулиці розташований комбінат «Астра». Вулиця зайнята малоповерховою житловою забудовою (2-3-поверхові будинки).
Установи:
1. б/н — державне об'єднання «комбінат «Астра»».